# Красножонівська волость
Красножонівська волость — історична адміністративно-територіальна одиниця Богучарського повіту Воронізької губернії з центром у слободі Красножонівка.
Утворена наприкінці XIX століття виокремленням із Дяченківської волості.
За даними 1900 року у волості налічувалось 12 поселень із переважно російським  населенням, 6 сільських товариств, 97 будівель й установ, 1167 дворових господарства, населення становило 7300 осіб (3644 чоловічої статі та 3656 — жіночої).
1915 року волосним урядником був Іван Іванович Рубьов, старшиною — Кузьма Михайлович Риндін, волосним писарем — Іван Олександрович Виноградов.